# Водный (Курганская область)
Водный — посёлок в Притобольном районе Курганской области. Входит в состав Берёзовского сельсовета.

## История
В 1976 г. Указом Президиума ВС РСФСР посёлок Водстрой переименован в Водный.

## Население
| 1989 | 2002 | 2010 |
| ---- | ---- | ---- |
| 276  | ↘232 | ↘196 |